# Rr
El dígrafo rr representa una vibrante alveolar múltiple en las ortografías de español, vasco, catalán, gallego, albanés y algunas variedades septentrionales del portugués europeo. En castellano, su nombre es erre doble o doble erre, a fin de diferenciarla de la letra R simple (erre), que suele representar la vibrante alveolar simple, aunque también puede representar la consonante múltiple al inicio de una palabra; esta es la postura oficial, sin embargo muchos hablantes denominan a la letra doble simplemente erre, ya que llaman ere a la simple. Nunca ha sido tratada como una letra del alfabeto español, probablemente porque no aparece escrita en posición inicial de las palabras, aunque sí tiene consideración de letra en albanés y guaraní.